# Арманское газонефтяное месторождение
Арма́н — газонефтяное месторождение в Мангыстауской области Казахстана. Открыто в 1979 году. Поисково-разведочные работы и бурение проведены в 1979—1988 годах. Месторождение находится в антиклинальной складке, в западной части поднятия Каламкас. Продуктивные пласты сложены осадочными породами. Пористость коллекторов 23—30 %, проницаемость 0,013—0,138 мкм². Дебит нефтяных скважин 4,2—109,2 м³/сут, газовых 10,8—64,4 тыс. м³. Давление пласта 9,81—14,25 мПа, температура 37—51 °C. Плотность нефти 0,881—0,912 г/см³ или 22,5°-29° API. Содержание серы в нефти 0,53—2,4 %, парафина 0,5-4,7 %, смолы 5,86-12,7 %. Состав газа: метан 74,4—95,4 %, этан 9,6—15,7 %, пропан 0,8—8,1 %, бутан 0,1—1,9 %, азот 2,4—2,5 %, углекислый газ 0,2—0,7 %. Освоение месторождения начато в 1995 году.
Начальные запасы нефти оцениваются в 30 млн тонн. Нефтегазоносность связана с отложениями юрского возраста. Плотность нефти составляет 0,881-912 г/см3 или 22,5°-29° API.
Оператором месторождение является нефтяная компания СП «Арман», входит: «Лукойл» (50 %), китайской «Sinopec» (25 %) и индийской Mittal Investments (25 %). Добыча нефти 2008 году составила 0,2 млн тонн.